# کوه اچیباخ
کوه اچیباخ (به لاتین: Achibakh Mountain) یک کوه در گرجستان است. کوه اچیباخ ۲٬۳۷۶ متر بالاتر از سطح دریا واقع شده‌است.